# 다르다노스
다르다노스(그리스어: Δάρδανος)는 제우스와 아틀라스의 딸 엘렉트라의 아들이며, 이아시온의 형제이다. 트로이아의 전신이 되는 다르다니아를 세웠다.

## 다르다니아와 트로이아
이아시온의 죽음 후 상심한 다르다노스는 사모트라케섬을 떠나 소아시아로 건너갔는데, 그 나라의 왕인 테우크로스의 딸 바테이아와 결혼하여 자신의 이름을 딴 다르다노스 시를 창건했다. 테우크로스가 죽은 후에는 나라 전체를 '다르다니아'라고 불렀다.
다르다노스에게는 일로스와 에릭토니오스라는 두 아들이 있었는데, 일로스는 자식이 없이 죽고 왕위를 계승한 에릭토니오스는 하신 시모에이스의 딸 아스튀오케와의 사이에서 아들 트로스를 낳았다. 트로스는 왕국의 이름을 자신의 이름에서 딴 '트로이아'라고 불렀다.

## 참고 문헌
- 아폴로도로스, 천병희 옮김, 《원전으로 읽는 그리스 신화》, 도서출판 숲, 2004. ISBN 978-89-91290-00-6 03210